# Мирцхулава, Александр Иорданович
Александр Иорданович Мирцхулава (груз. ალექსანდრე იორდანეს ძე მირცხულავა; 1911, Хоби, Грузия — 2009, Тбилиси) — советский, грузинский партийный и государственный деятель, первый секретарь ЦК КП Грузии (апрель — сентябрь 1953 г.).

## Биография
Родился в крестьянской семье. В 1930 году окончил педагогический техникум в Зугдиди. В 1932 году вступил в ВКП(б). До 1938 года последовательно занимал должности секретаря Мцхетского, затем Тбилисского, Цулукидзевского районных комитетов ЛКСМ Грузии. В 1938—1941 годах — первый секретарь ЦК ЛКСМ Грузии.
С июня 1941 по май 1943 г. — второй секретарь Абхазского областного комитета КП(б) Грузии, затем до 7 апреля 1948 г. — председатель Совета Народных Комиссаров (с 1946 г. — Совета Министров) Абхазской АССР
. Одновременно в 1941—1945 годах Мирцхулава являлся членом военного совета Закавказского военного округа.
В 1947—1950 гг. обучался в Высшей партийной школе при ЦК ВКП(б).
С 1950 г. — инспектор ЦК ВКП(б), затем до марта 1952 г. — управляющий трестом «Грузторф».
В марте 1952 г. был арестован по делу мингрельской националистической группы; 10 апреля 1953 г. освобождён.
14 апреля 1953 г. Пленумом ЦК КП Грузии был избран первым секретарём ЦК и членом Бюро ЦК КП Грузии, так как 
являлся ставленником Берии Л.П.
Освобождён от должности постановлением пленума ЦК КП Грузии, состоявшегося 19—20 сентября 1953 г.
Избирался депутатом Верховного Совета СССР 1-го (1937—1946 гг., входил в состав Совета Национальностей), 2-го (1946—1950), 3-го (1950—1954 гг.) созывов.
С 1953 по 1980 год Мирцхулава работал на различных хозяйственных должностях. Занимал пост директора чайной фабрики в Чакви, затем был заместителем директора объединения «Грузхлебтрест» и управляющим трестом «Грузтабак» министерства легкой промышленности Грузинской ССР.
Умер 9 июня 2009 года в Тбилиси.

## Семья
Сын Коба (род. в 1946 году) — врач, живет и работает в Москве.

## Награды
- орден Ленина
- орден Трудового Красного Знамени[7]
- орден Красной Звезды
- орден Отечественной войны первой степени